# Skórzno (Zasieki)
Skórzno (niem. Skurum lub Skuren, także Skaren; łuż. Skurin) – dawna wieś, obecnie niestandaryzowana część wsi Zasieki w Polsce w województwie lubuskim, w powiecie żarskim, w gminie Brody.
W latach 1930. Skuren włączono do miasta Forst, w granicach którego przetrwało do 1945 roku, kiedy zostało włączone do Polski. Obecnie Skórzno stanowi południową, w większości zabudowaną część Zasiek.
Nazwę Skórzno ustalono w 1953 roku, jako część wsi Zasieki.

## Kontekst historyczny
Współczesna wieś Zasieki obejmuje obszary dwóch dawnych wsi:
- Berge[4] – obejmuje północną, obecnie w większości niezabudowaną część Zasiek. Wieś Berge włączono do Forst w 1897 roku[5].
- Skuren[6]  – obejmuje południową, obecnie zabudowaną część Zasiek. Wieś Skuren włączono do Forst w latach 1930[7].

Oba obszary stanowiły odtąd wschodnią część miasta Forst o nazwie Forst-Berge, którą systematycznie rozbudowywano, nadając jej obecne regularne rozplanowanie urbanistyczne z modernistyczną zabudową. Dzielnica liczyła między 8 tys. a 10 tys. mieszkańców pod koniec lat 1930.
Po II wojnie światowej cała wschodnia część Forstu (Forst-Berge) przypadła Polsce (na terenie tzw. Ziem Odzyskanych (tzw. II okręg administracyjny – Dolny Śląsk) i przez krótki czas zachowała status miasta o nazwie Barszcz (lub Barść) w powiecie żarskim, liczącego w 1946 roku zaledwie 110 mieszkańców, stając się najmniejszym miastem Polski. Po zniesieniu miasta Barść w 1946 roku, dla miejscowości ustanowiono nazwę Zasieki, ustanowują w niej gromadę w gminie Brody. 28 czerwca 1946 gmina Brody – jako jednostka administracyjna powiatu żarskiego – weszła w skład nowo utworzonego woj. wrocławskiego. Następnie rozpoczęto okres rozbiórki Zasiek (1947–1952), m.in. na cele odbudowy Warszawy. Zasieki stały się nietypową wsią o małej ludności i szerokich ulicach z chodnikami (geograficznie obszar ten położony jest na terenie dawnej wsi Skórzno).
W 1954 roku  Zasieki (ze Skórznem) weszły w skład gromady Brody, gdzie włączono ją do nowo utworzonego powiatu lubskiego w tymże województwie. Tam przetrwały do kolejnej reformy administracyjnej w 1972 roku. W latach 1975–1998 miejscowość należała administracyjnie do województwa zielonogórskiego.